# ムジカ・アンティクヮ・ケルン
ムジカ・アンティクヮ・ケルン（ラテン語: Musica Antiqua Köln, ただしケルンの表記はドイツ語による）は、1973年にラインハルト・ゲーベルと、ケルン音楽大学の卒業生によって結成された古楽器アンサンブル。2007年に、30年間の演奏活動や録音活動、演奏旅行に終止符を打って解散した。

## 概要
主に17世紀と18世紀の音楽の演奏を専門とした室内合奏団であり、アルヒーフ・レーベルによる多数の録音に積極的に取り組んだ。受賞した録音も数多く、国際ディスク・グランプリや、グラモフォン賞、ディアパソン賞、グラミー賞にノミネートされてきた。2005年に、スイスのリコーダーの名手モーリス・シュテーガーを迎えて録音された、テレマンのフルート四重奏曲集が、同団体の最後のアルバムとなった。
解散後のゲーベルは、より大規模なオーケストラの指揮に専念したい意向を明かし、古今の楽曲を指揮するつもりであるとした。